# Mothermania
Mothermania (subtitulado The Best of the Mothers) (1969) es un álbum recopilatorio de The Mothers of Invention,, liderados por Frank Zappa. Contiene temas, elegidos personalmente por Zappa (es el único recopilatorio de The Mothers autorizado por él), que ya se habían editado en Freak Out!, Absolutely Free y We're Only in It for the Money. De cualquiera de las maneras, en este álbum hay mezclas y ediciones inéditas hechas expresamente para esta recopilación.

## Lista de canciones
Todas las canciones compuestas por Frank Zappa.

### Cara A
1. "Brown Shoes Don't Make It" – 7:26
2. "Mother People" – 1:41
3. "Duke of Prunes" – 5:09
4. "Call Any Vegetable" – 4:31
5. "The Idiot Bastard Son" – 2:26

### Cara B
1. "It Can't Happen Here" – 3:13
2. "You're Probably Wondering Why I'm Here" – 3:37
3. "Who Are The Brain Police?" – 3:22
4. "Plastic People" – 3:40
5. "Hungry Freaks, Daddy" – 3:27
6. "America Drinks and Goes Home" – 2:43

"It Can't Happen Here" es una edición distinta a la aparecida en el álbum Freak Out!; esta versión también aparece en el álbum The MOFO Project/Object

## Personal
- Frank Zappa – guitarra, director, piano, voz
- Jimmy Carl Black – percusión, batería
- Roy Estrada – bajo, voz
- Bunk Gardner – instrumentos de viento
- Don Preston – bajo, teclados
- Euclid James Sherwood – guitarra, voz, instrumentos de viento
- Arthur Tripp - batería
- Ian Underwood - guitarra, teclados, instrumentos de viento

(Nota: En el álbum la banda aparece como "Mothers Today")

## Producción
- Productores: Frank Zappa, Tom Wilson
- Dirección de ingenieros: Val Valentine
- Ingenieros: Ami Hadani, Tom Hidley, Gary Kelgren y Dick Kunc.
- Arreglos: Frank Zappa
- Diseño: Cal Schenkel